# Полінезійці

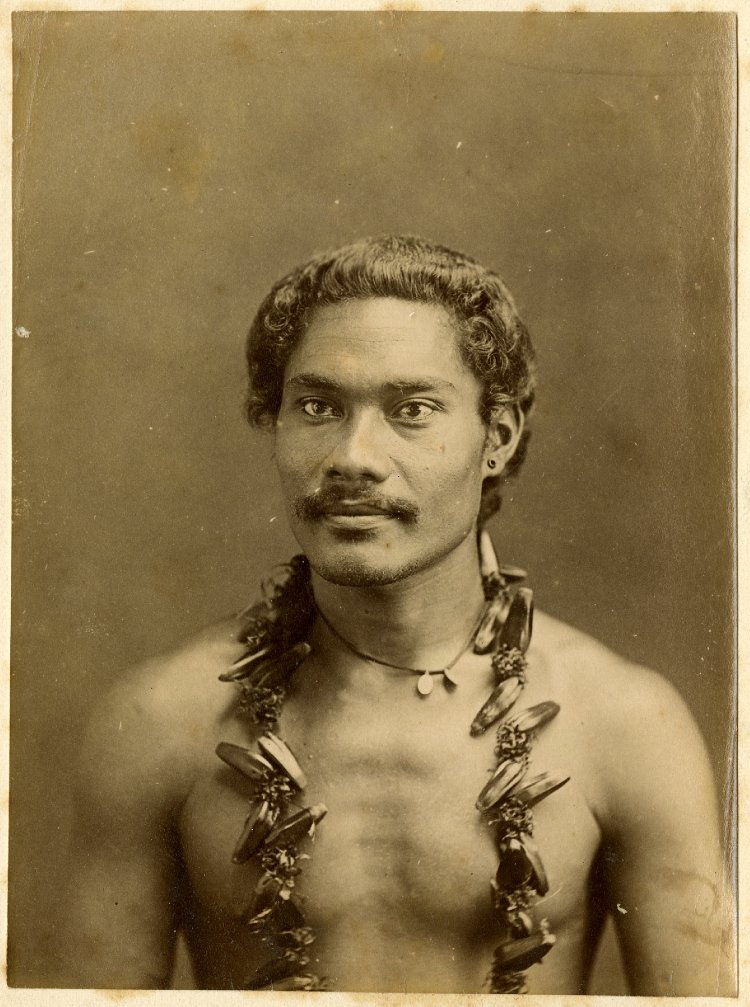
Полінезієць

Полінезійці — група споріднених народів, що населяють острови Полінезії в Тихому океані. Мови належить до полінезійської групи австронезійскої мовної сім'ї. Расовий тип — змішаний, в зовнішності полінезійців проглядаються риси монголоїдної і меншою мірою австралоїдної рас. Загальна чисельність — 1 млн 120 тис. осіб.

## Історія
Предки полінезійців почали переселення з Тайваню та Південно-Східної Азії понад 3 тисячі років тому. Через Філіппіни, Індонезію та Меланезію вони досягли центрального Тихого океану.
Колискою полінезійської культури вважається культура Лапіта (бл. 1600–500 до н.е.). Від неї походять характерні риси полінезійської кераміки, навігації та соціального устрою.

### Велике полінезійське переселення
Полінезійці відомі своїм неймовірним умінням навігації. Вони подолали тисячі кілометрів океану на традиційних човнах — катамаранах і пірогах, використовуючи зірки, вітер, хвилі й пташині маршрути. Так вони колонізували віддалені острови, зокрема Тонга, Самоа, Таїті, Гаваї, Острів Пасхи (Рапа-Нуї) та Нову Зеландію.

### Контакт з європейцями
Перші контакти з європейцями відбулися в XVI–XVIII століттях. Джеймс Кук зробив кілька експедицій у Полінезію, після чого почалась активна колонізація з боку Британської імперії, Франції та інших європейських держав.
Європейці принесли християнство, нові хвороби, а також зміни у суспільному та економічному устрої.

### Сучасність
Сьогодні полінезійці проживають у незалежних державах (наприклад, Самоа, Тонга), а також у залежних територіях (Французька Полінезія, Американське Самоа, Гаваї як частина США). У Новій Зеландії полінезійці, зокрема Маорі, відіграють важливу роль у політичному та культурному житті країни.

Попри виклики глобалізації, полінезійці активно відроджують та зберігають свою мову, мистецтво, навігаційні традиції та ідентичність.

«Полінезійський трикутник» який приблизно визначає територію Полінезії

## Окремі народи
- гавайці
- мангареванці
- маорі
- маорі островів Кука
- Моріорі
- Маркізці
- Ніуе (народ)
- Паумоту (Туамоту)
- Рапануйці
- самоанці
- таїтяни
- Токелау
- тонганці
- Тубуайці
- Тувалу
- Увеанці
- Футунці

## Природні умови
Полінезія розташована в субекваторіальному, тропічному, субтропічному і меншою мірою в помірному поясах. Температура цілий рік тримається на одному рівні, від 24 до 29 градусів Цельсія. Опадів багато — до 2000 мм на рік. Нерідкі шторми, тайфуни.
Тваринний і рослинний світ Полінезії сильно відрізняється від континентального і характерний своєю ендемічністю. Різноманітні вічнозелені рослини: араукарії, рододендрони, кротони, акації, фікуси, бамбук, панданус, хлібне дерево. Сухопутний тваринний світ бідний, на островах зовсім немає хижаків і отруйних змій. Зате дуже багаті прибережні води.
Південь Французької Полінезії (острови Тубуаї) та Піткерн розташовані в зоні вологих субтропіків. Може бути трохи холодно, температура опускається часом до 18 °С. А Нова Зеландія знаходиться в помірному кліматичному поясі і частково в субтропічному, тут холодніше, клімат її ближче до англійського.

## Галерея

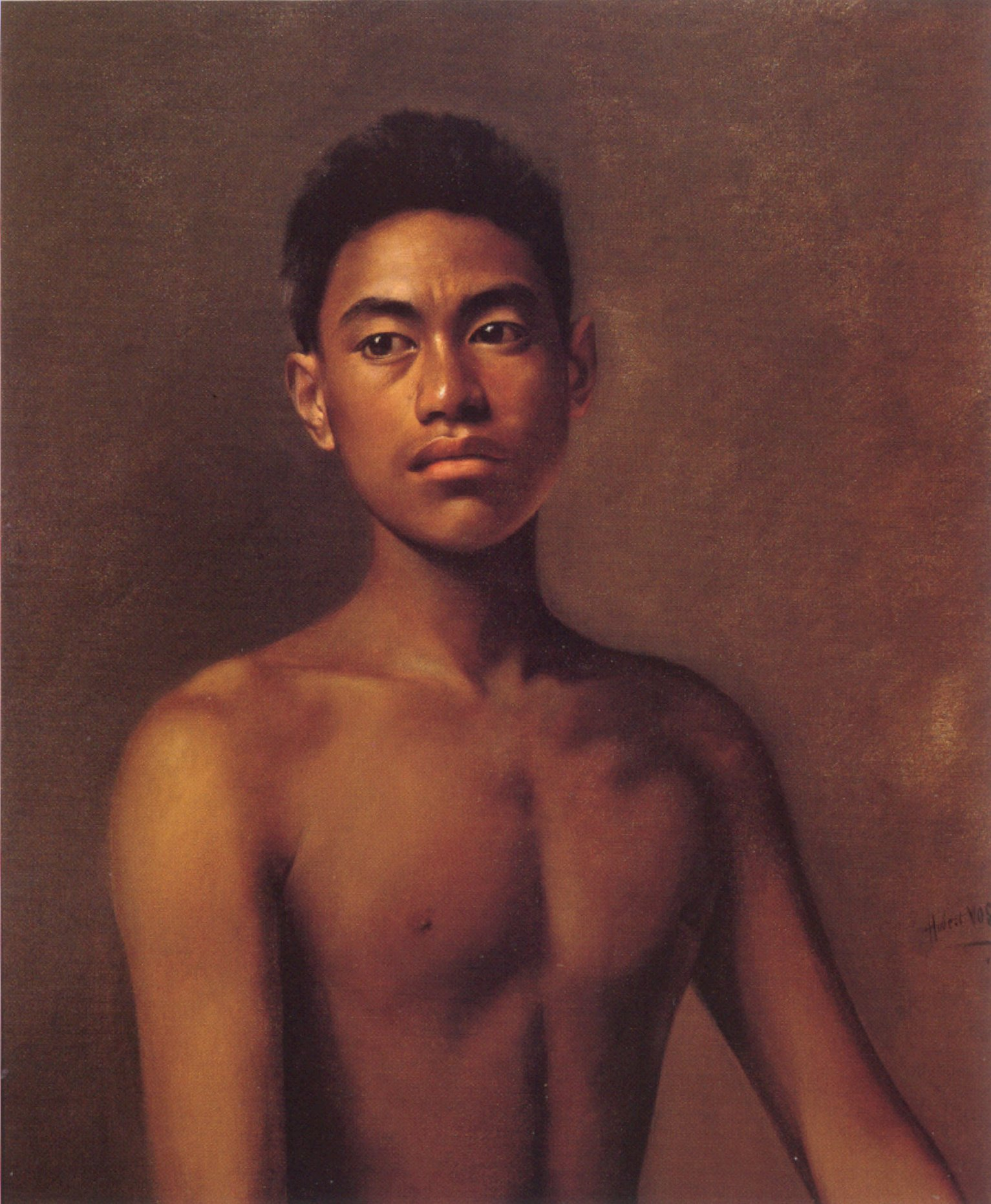
Гаваєць
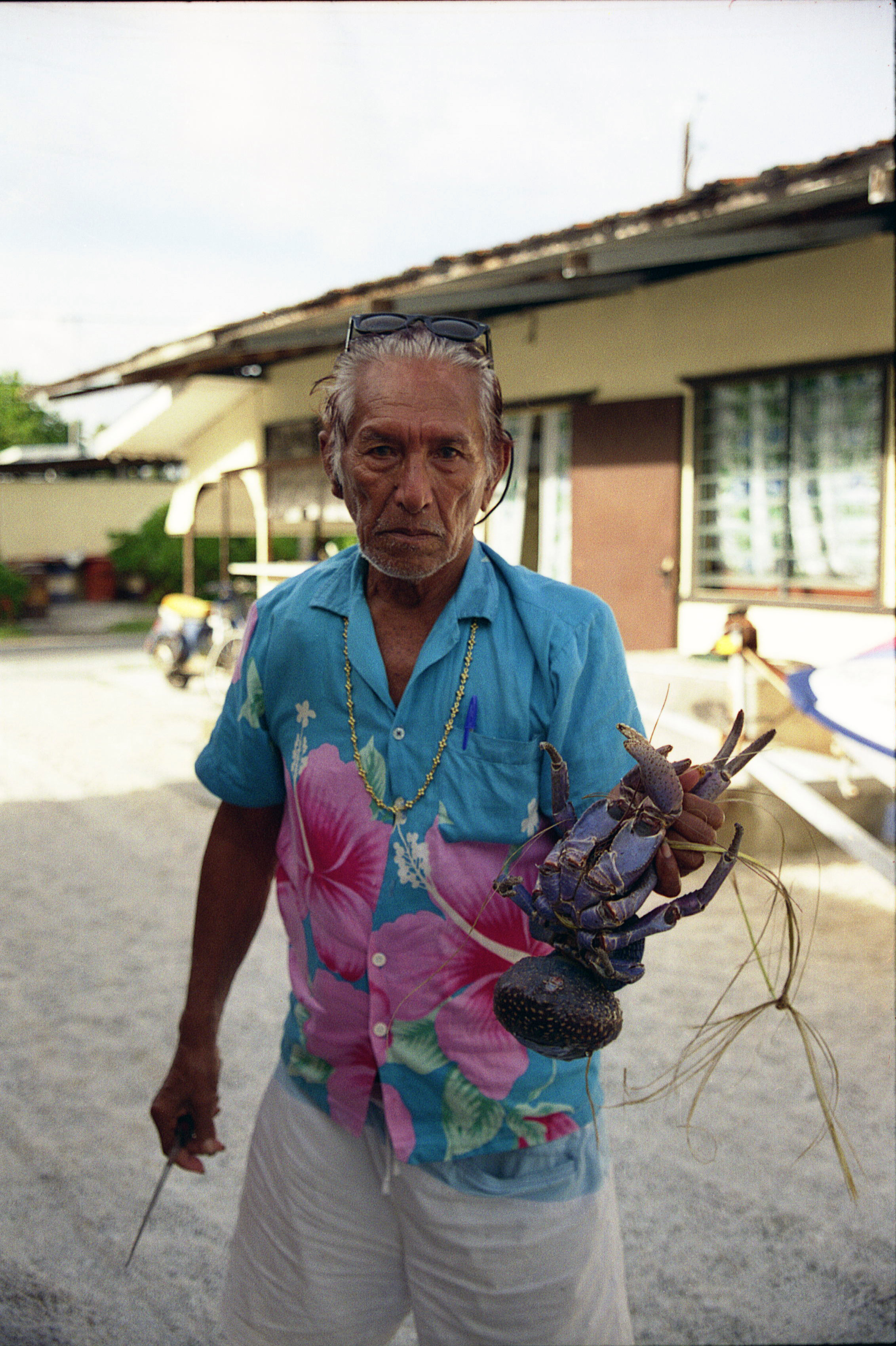
Туамотуанець (паумоту)
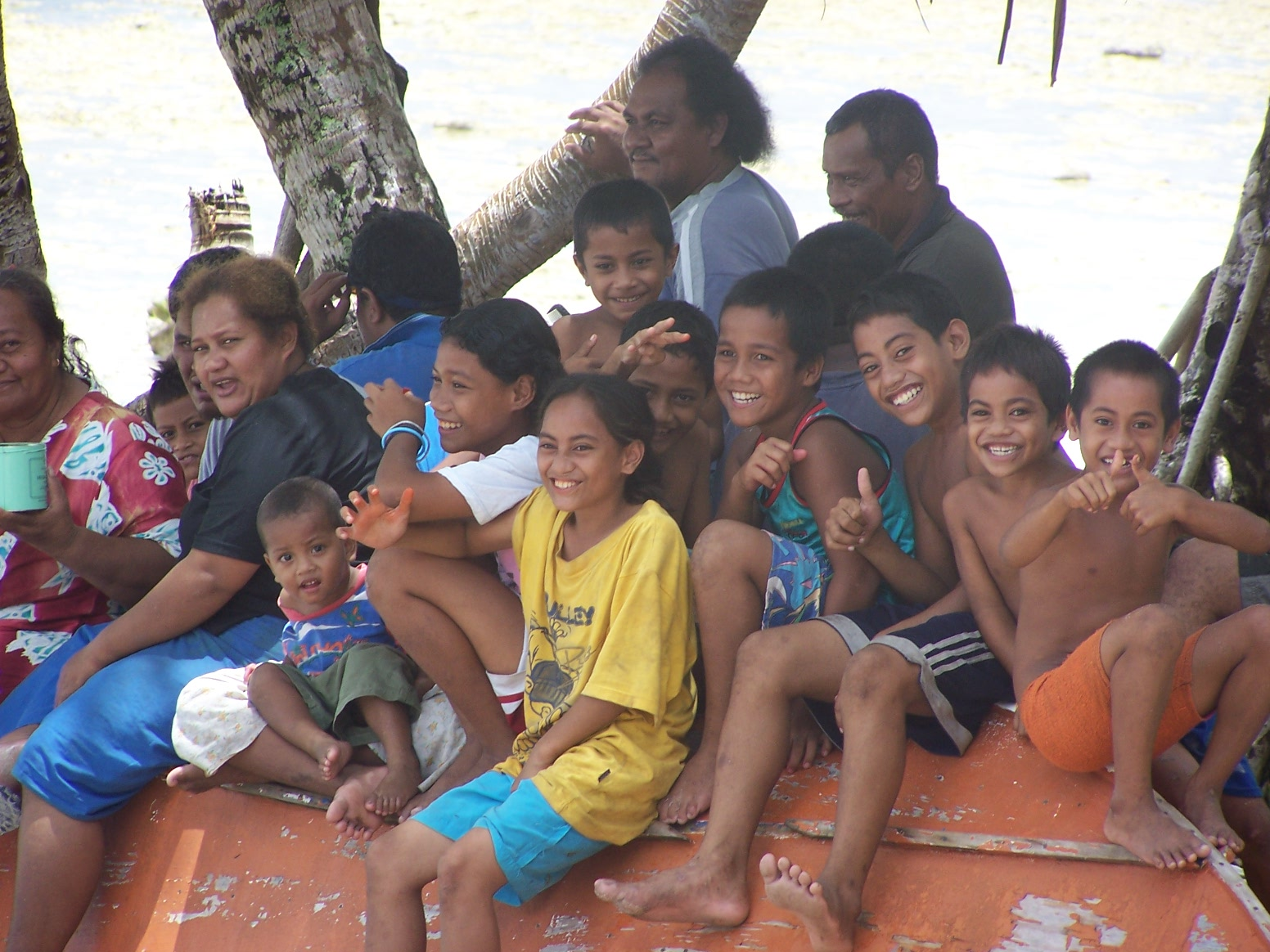
Тувалуанці
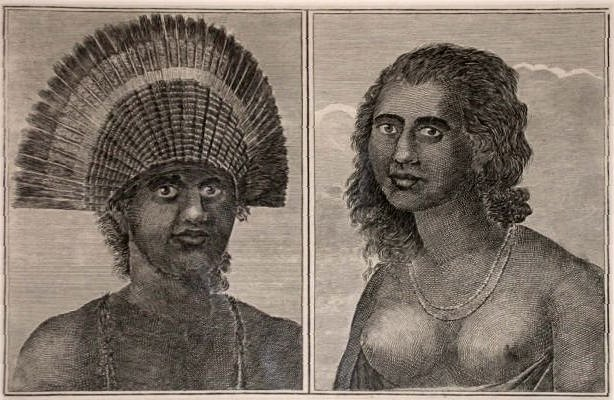
Тонганці
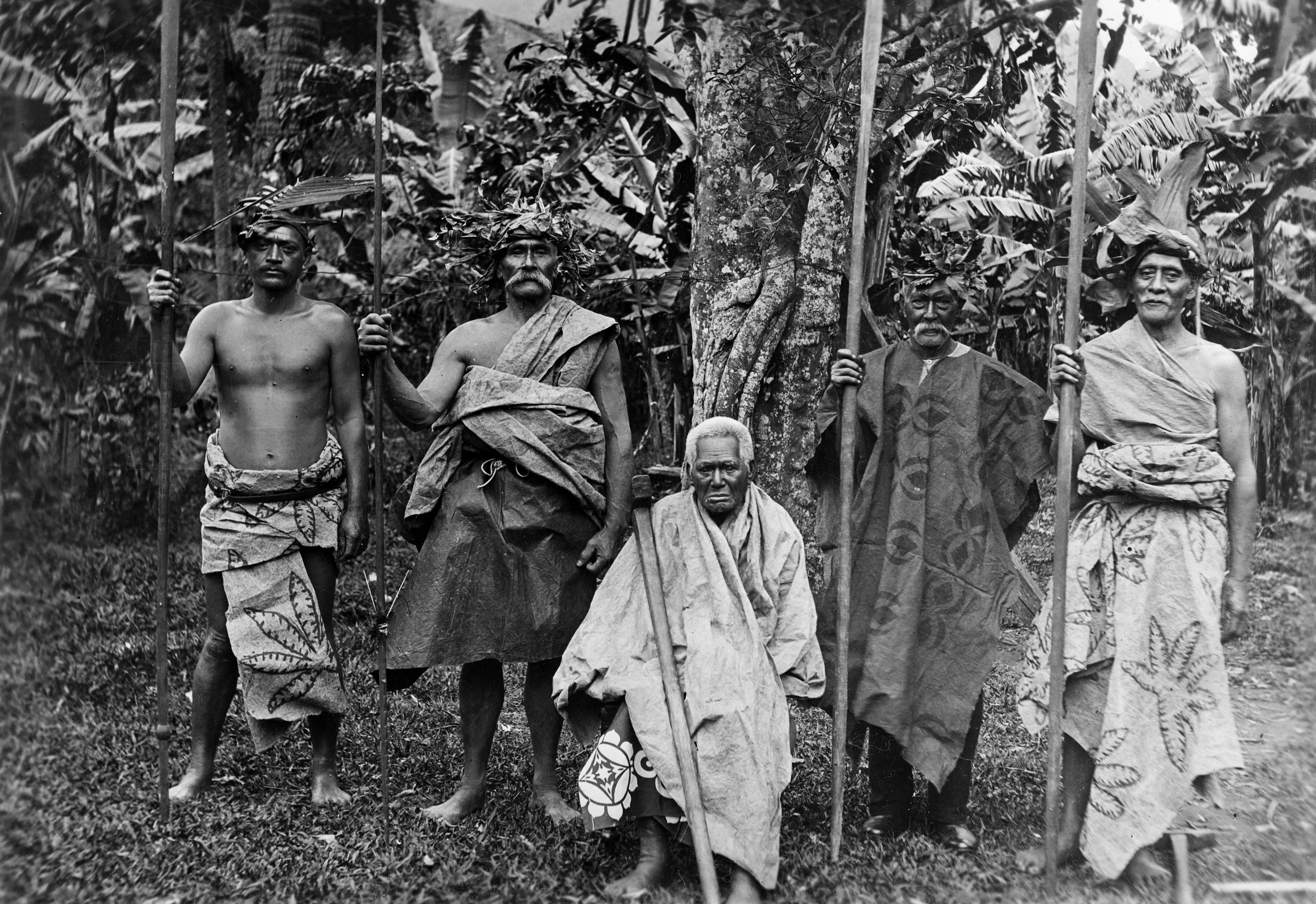
Маорі островів Кука
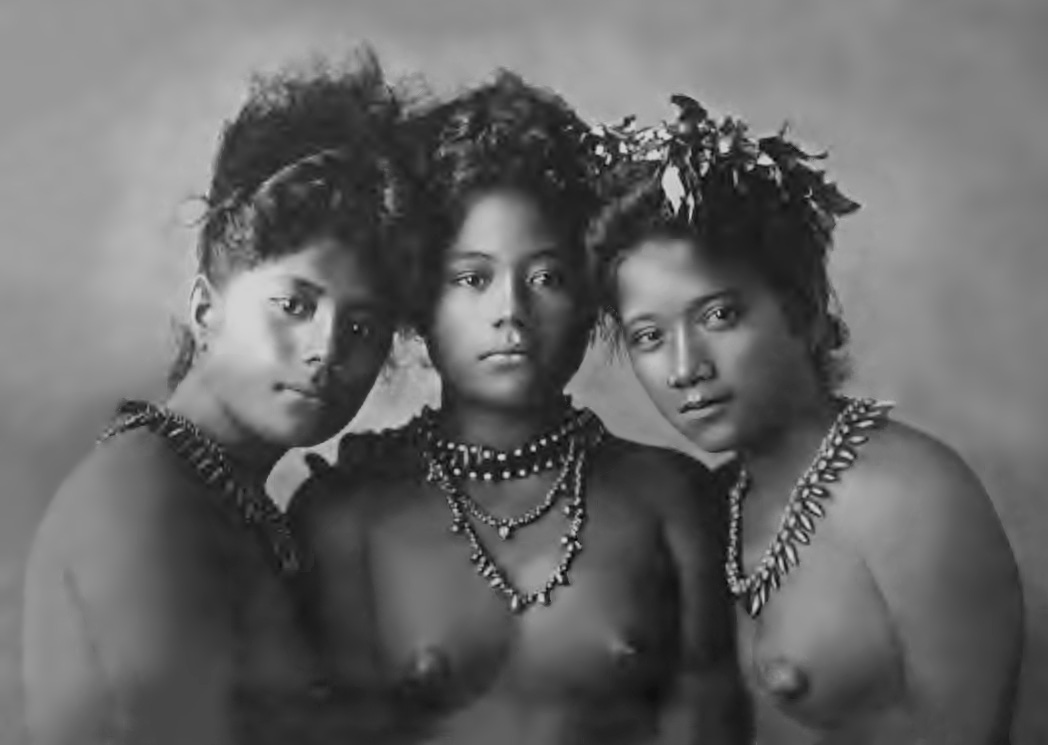
Самоанки